# Madonna (film)
Madonna (Koreaans: 마돈나) is een Zuid-Koreaanse film uit 2015, geschreven en geregisseerd door Shin Su-won. De film ging in première op 20 mei op het Filmfestival van Cannes in de sectie Un certain regard.

## Verhaal
Moon Hye-rim werkt als verpleegassistente en is verantwoordelijk voor een verlamde patiënt Kim Cheol-oh die een harttransplantatie nodig heeft. De miljonair wordt na een beroerte al tien jaar in leven gehouden door zijn scrupuleuze zoon Sang-woo. Die ziet zijn luxueuze levensstijl bedreigd omdat zijn vader in zijn testament zijn volledige fortuin nagelaten heeft aan het goede doel. Op een dag wordt een comateuze zwangere vrouw, Jang Mi-na, binnengebracht in het hospitaal na een mysterieus ongeval. In ruil voor geld gaat Hye-rim op zoek naar de nabestaanden om een papier voor hartdonatie te laten tekenen. Hoe meer ze van het verleden van de vrouw te weten komt, hoe meer ze overtuigd geraakt dat de hartdonatie niet dient door te gaan.

## Rolverdeling
| Acteur        | Personage    |
| ------------- | ------------ |
| Seo Young-hee | Moon Hye-rim |
| Kwon So-hyun  | Jang Mi-na   |
| Kim Young-min | Kim Sang-woo |
| Yoo Soon-chul | Kim Cheol-oh |
| Ko Seo-hee    | Go Hyeon-joo |